# ルーム・ウィズ・リナ
『ルーム・ウィズ・リナ』 (Room with Lina) は、1999年6月24日にビジュアル・ラボから販売されたWindows 98用スケジュール管理型美少女ゲーム。
『電撃G'sマガジン』1999年3月号から同年10月号まで、プレストーリーや今後の作品展開のロードマップなどの記事が連載されていた。

## 概要
ある雨の日、酔っ払いに絡まれていた少女・神崎梨奈を主人公は助ける。梨奈はそのまま主人公の家で生活することとなるが、彼女には何か目的があるらしく、主人公は親しくなることによって梨奈の秘密を知っていく。
梨奈はリアルタイムで生活するだけでなく、スケジューラ・ToDoリスト・アドレス帳・ランチャーといった形で、主人公を手助けしてくれる。親しくなると梨奈の過去の思い出を知く、一緒にデートに行くなどのイベントも用意されている。

## 登場人物
なお、かりんと綾乃の声優名はロードマップ実装時のもの。
神崎梨奈（かんざき りな）
声 - 中山真奈美
主人公の家に転がり込むことになる、猫を思わせる目をした少女。明るく活発でよく笑う、感情表現の豊かなタイプ。
ミュウという猫のぬいぐるみを大切にしている。
ちょっと気が強くて手の早いところがあり、時折わがままを言うほか、生意気に感じられることもあるが、基本的には人が良い。成績が良いというよりは頭の回転が速くスポーツも得意で、特に水泳とラクロスには自信がある。
山吹かりん（やまぶき かりん）
声 - 石橋千恵
梨奈の高校時代の後輩。梨奈を「先輩」と呼んで懐いていた。
人の好き嫌いが激しく、少し甘えん坊なところがあるが、根は素直で明るく、学校では人気がある。
1999年11月にイメージアルバムが販売され、2作目『Posta de Karin かりんでメ〜ル』のヒロインになる予定だったが、ビジュアル・ラボの倒産によって幻となった。
霧島綾乃（きりしま あやの）
声 - 牧島有希
梨奈の同い年の従姉妹で女子大生。早生まれのため、学年は梨奈より1年上である。
旧家のお嬢様で、上品でおとなしく見えるが、物事に動じず好奇心が強く、どんなことでも楽しんでしまうところがある。
1999年12月にイメージアルバムが発売される予定だったが、ビジュアル・ラボの倒産によって幻となった。

## スタッフ
- キャラクターデザイン - Tony

## 関連商品
Lina Collection ルーム・ウィズ・リナ ボリュームアップキット付
発売日：1999年9月30日 / 発売：ビジュアル・ラボ
壁紙データ・スクリーンセーバー・ワールドウォッチ機能付きデスクトップ時計・音声データ・CDプレイヤー・アイコン集が収録されたファンディスク。
『ルーム・ウィズ・リナ』のバージョンアップデータ・バグ修正パッチ（8月31日以降にゲームが進行不可能になるバグを修正する）のほか、1999年7月の東京ゲームショウで流れた映像・新作『Posta de Karin かりんでメ〜ル』の紹介映像もDisk2に収録されている。
ルーム・ウィズ・リナ イメージヴォーカル・アルバム
発売日:1999年10月21日 / 発売：バンダイミュージックエンタテイメント
梨奈役の中山真奈美によるヴォーカル3曲とカラオケバージョン、モノローグ3トラックが収録されているほか、CDExtraとして壁紙データが収録されている。